# 이홍 (소설가)
이홍(1978년 ~ )은 대한민국의 여성 작가이다.

## 생애
이홍 (본명 박희선)은 1978년 서울에서 태어났다. 그녀는 안양예술고등학교와 서울예술대학교에 입학하여 문예창작과에서 소설창작을 전공했다. 
2007년 첫 장편소설 '걸프렌즈'를 통해 제 31회 <오늘의 작가상>을 수상하며 데뷔했다. 이 소설은  동명 영화로 각색되어 2009년 개봉되었다. 두 번째 장편소설 '성탄피크닉'을 발표하고 이 소설로 한국일보문학상 최종후보에 올랐다. 단편 ‘50번 도로의 룸미러‘가 2009년 현장 비평가가 뽑은 올해의 좋은 소설, 올해의 신인 소설에 선정되었고, 이듬해 한국문화예술위원회에서 제1회 차세대 예술가 문학부문을 수상했다.  
2011년 싱가포르 이주 후 오랜 시간 장편소설 집필에 전념했다. 2019년 10년 전 문예지에 발표했던 단편들 중 네 편만 묶어서 연작 단편집 '나를 사랑했던 사람들'을 출판하고 2020년 싱가포르에서 집필한 '100개의 리드'를 출간했다. 
세 번째 책 ’나를 사랑했던 사람들‘은 스페인어로 번역되어 2025년 ´Gangnam Lady’로 제목을 변경하여 칠레에서 출판되었고 칠레 문화부 산하 Pasaporte Literario 에서 권장 도서로 선정되었다. 같은 해, 이 책은 ´La Femme de Gangnam’이라는 제목으로 프랑스에서 출간됐다.  
이홍 작가는 문학비평가이자 이화여대 국문과 김미현 교수를 존경하며 문학적 멘토로 생각한다고 밝힌 바 있다. 가장 친한 동료 작가는 등단시기가 비슷한 소설가 윤고은, 정소현, 서유미, 오현종이라고 한다. 
2022년 동료 소설가 윤고은, 편혜영과 함께 에이전시 소설을 설립하여 한국 여성 작가들의 작품을 해외 출판사 및 미디어에 소개해왔다.  
2023년 프랑스로 이주하여 파리에 거주하고 있다. 

## 작품
- 걸프렌즈(2007년)
- 성탄 피크닉(2009년)
- 서울, 밤의 산책자들(2011년)
- 나를 사랑했던 사람들(2019)
- 100개의 리드(2020)
- 씨름왕 (문학사상)

## 수상
- 제 31회 오늘의 작가상 수상(2007년)
- 한국문화예술위원회 제 1회 ARKO-Young Art Frontier 문학부문 선정